# Dolce Torino
Il dolce Torino è un dolce, a base di savoiardi, cioccolato, tuorlo d'uovo, zucchero, burro e alchermes o marsala, della cucina romagnola.

## Storia
Pellegrino Artusi ne diede per primo una ricetta nel suo La scienza in cucina e l'arte di mangiar bene del 1891. Nel Novecento si è diffusa in Emilia e Romagna una sua variante chiamata dolce mattone.
Secondo alcuni potrebbe avere ispirato il più noto tiramisù.